# London (grevskap)
London var en grevskap 1889–1965 när det uppgick i Storlondon, i England. Grevskap hade 3 200 484 invånare år 1961. London var det administrativa centrumet.

## Distrikt
- Battersea
- Bermondsey
- Bethnal Green
- Camberwell
- Chelsea
- City of London
- Deptford
- Finsbury
- Fulham
- Greenwich
- Hackney
- Hammersmith
- Hampstead
- Holborn
- Islington
- Kensington
- Lambeth
- Lewisham
- Paddington
- Poplar
- Shoreditch
- Southwark
- Stepney
- St Marylebone
- Stoke Newington
- St Pancras
- Wandsworth
- Westminster
- Woolwich[3]